# Yehuda Sebba
Yehuda Sebba (hebräisch יהודה סבע; geboren als Julius Sebba 18. März 1882 in Tilsit, Deutsches Reich; gestorben August 1959 in Haifa) war ein deutsch-israelischer Seerechtler.

## Leben
Julius Sebba war ein Sohn des Bankiers Jacob Sebba (1850–1911) und der Marie Meisel (1856–1936), er hatte fünf Geschwister, der jüngste Bruder Siegfried „Shalom“ Sebba wurde bildender Künstler.  
Sebba studierte Rechtswissenschaften in München, Breslau, Berlin und Königsberg und wurde 1904 an der Universität Rostock promoviert. Er war danach Rechtsanwalt in Königsberg in Preußen und lehrte als Dozent für Internationales Seerecht an der Handelshochschule Königsberg. Sebba war Präsident der Kant-Loge des UOBB. Er heiratete 1921 die Sozialarbeiterin Elise Schaps (1894–1960), sie hatten eine Tochter. Sie war die Tochter des Richters und Rechtswissenschaftlers Georg Schaps, dessen Werk zum Seerecht er nach dessen frühzeitigem Tod veröffentlichte. 
Nach der Machtübergabe an die Nationalsozialisten 1933 emigrierte Sebba mit seiner Familie nach Palästina, wo er in Haifa ein Handelsgeschäft für Schiffsbedarf eröffnete. 1941 gründete er in Haifa ein Seefahrtsmuseum, nicht zu verwechseln mit dem [[Nationales israelisches maritimes M
useum|israelisches Maritimem Museum]] von 1953. Nach Gründung des Staates Israel war er ab 1948 Registraturbeamter in der Schifffahrtsabteilung des Israelischen Verkehrsministeriums.

## Schriften (Auswahl)
- Georg Schaps:  Das deutsche Seerecht. Nach dem Tode des Verf. fertiggestellt und hrsg. von Max Mittelstein und Julius Sebba. 1. Handelsgesetzbuch : viertes Buch. Leipzig: de Gruyter, 1921
- Georg Schaps: Das deutsche Seerecht. 2. (Nebengesetze). Nach dem Tode des Verf. fertiggestellt und hrsg. von Max Mittelstein und Julius Sebba. Leipzig: de Gruyter, 1929
- Seewasserstraßenordnung : (Polizeiverordnung zur Regelung des Verkehrs auf den deutschen Seewasserstraßen vom 31. März 1927).
- Das öffentliche Seerecht. Leipzig: de Gruyter, 1932